# Industrie du bois

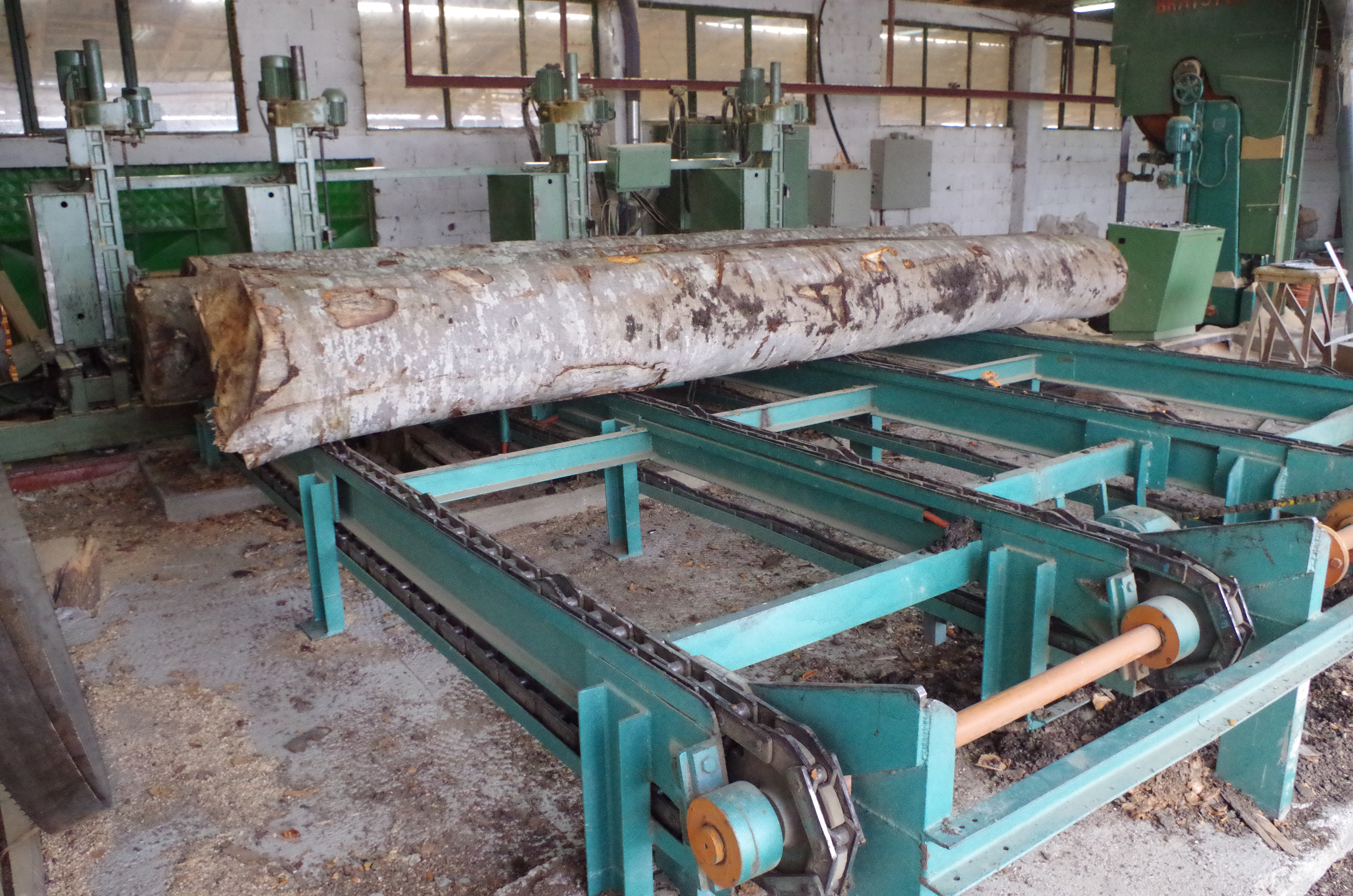
Usine de l'industrie du bois "Gama Dizajn" dans le village de Petralinci, Macédoine

L'industrie du bois, tout comme l'industrie agroalimentaire, prend ses racines dans l'activité agricole, de la plantation d'arbres jusqu'à l'exploitation forestière. Elle est inséparable de la filière bois.
L'industrie du bois commence quand les troncs d'arbres arrivent à la scierie.

## En amont, le domaine forestier
L'exploitation forestière est assurée par les bûcherons ou à l'aide d'abatteuses, engins munis d'une tronçonneuse au bout de leur grappin. Les billes de bois sont amenées en bord de route à l'aide d'engins de débardage (débusqueur ou porteur), puis transportées par grumiers (grume entière) vers les scieries. Il peut y avoir un intermédiaire, qui regroupe et distribue le bois, tel un comptoir du bois.
En France, l'État encourage fortement la plantation d'arbres, en exonérant les propriétaires du terrain de l'impôt foncier pendant trente ans. L'entretien des terrains boisés revient au propriétaire pour les forêts privées et à l'ONF pour les  forêts domaniales (domaine de l'État) ou communales (domaine des communes).

## Industrie du bois
La filière bois est très vaste, et dans cet article, il ne sera pas question  des menuisiers et charpentiers qui font partie de l'artisanat.

### Scieries
Il y a deux types de scieries : 
- les scieries intégrées et au service d'un autre domaine (fabrique de palettes par exemple),
- les scieries seules qui revendent directement le bois.

#### Fonctionnement d'une scierie
À l'entrée se trouve le parc à grume où sont entreposés les troncs bruts, pour être ensuite coupés à la longueur voulue.
Le sciage comporte différentes étapes. En premier lieu, les billes de bois sont écorcées, puis acheminées vers la scie de tête ou scie à ruban principale, qui débite les troncs en plateaux. Ensuite, les plateaux passent dans une déligneuse multi-lames qui coupe les plateaux en planches ou en chevrons. Les chutes utilisables sont sciées sur une autre scie à ruban. Les déchets de bois sont quant à eux broyés en plaquettes de 4 cm pour l'industrie papetière. La sciure est aspirée par un ventilateur-aspirateur et est dirigée vers un box fermé. Les planches ou chevrons sont empilés dans des chariots en paquets selon les normes du CTBA qui définissent les tailles standard des produits issus de la première transformation  environ et ils sont ensuite rangés par dimensions sur l'aire de stockage en attendant leur expédition ou utilisation.

### Fabriques de parquet
Il existe en France plusieurs industriels du parquet comme Design Parquet, la Parqueterie Berrichonne, Marty, Chêne de l'est...

### Emballages en bois
L’emballage consomme 30 % du bois en France. Les emballages en bois sont de plusieurs types. Outre les palettes et caisses, cette dénomination concerne aussi les cageots et cagettes en bois, les tonneaux et les tourets pour transporter les câbles électriques de grosse section et grande longueur. Le bois est aussi utile au secteur viticole, avec les bouchons (75 % des bouteilles de vin sont bouchées avec des bouchons en liège) ou les barriques (fabriquées à partir de vieux chênes).
Emballage le plus respectueux de l’environnement, le bois peut être réutilisé en bois de chauffage, dans la fabrication de panneaux de particules ou en papeterie.

### Charpente lamellée-collée
Le lamellé-collé est un procédé qui consiste à assembler des lamelles de bois par collage, ce qui permet :
- de leur donner la forme (par exemple un arc de cercle, de façon à former une charpente latérale, sans poteau au milieu du bâtiment) et la longueur voulues ;
- d'améliorer la résistance mécanique des pièces par rapport au bois massif, en triant et purgeant — avant le collage — les planches de leurs défauts (nœuds).

### Tranchage et déroulage du bois
Le tranchage et déroulage permettent de transformer un tronc massif en minces feuilles de bois en utilisant un tour spécial. Ces feuilles peuvent être utilisées dans la fabrication du contre plaqué par exemple.

### Déchets du bois, nouvelle matière première
L'évacuation des déchets de sciage et leur valorisation est un aspect important de l'industrie du bois. Malheureusement il n'existe aucune étude chiffrée sur les déchets, les seules données disponibles concernent la production du bois, matériau noble.
Les écorces sont soit brûlées en chaudière (peupliers), soit compostées ou revendue pour être étendues sur le sol des plantations (pin).
La sciure de bonne qualité peut servir à fabriquer des panneaux de particules ou « aggloméré », des granulés destinés à être brûlés ou servir de litière pour les animaux d'élevage en stabulation libre ou dans les manèges d'équitation.
Les plaquettes ou copeaux de bois sont utilisés soit pour alimenter les  chaudières à bois, soit pour faire du papier ou des panneaux agglomérés plus résistants.
Le bois composite est créé à partir des sciures et copeaux (2/3 de bois et 1/3 de polypropylène recyclé).

### Contreplaqué, aggloméré et risques pour la santé
La fabrication des panneaux agglomérés inclut les panneaux de particules, de fibres à basse, moyenne et haute densité et de lamelles orientées aussi appelés OSB. Peu importe le genre de panneaux, les pièces de bois sont encollées avec des résines urée-formaldéhyde (UF), mélamine-formaldéhyde (MF) ou phénol-formaldéhyde (PF) et forment ensuite le matelas. Le pressage à chaud où l'on compacte le matelas à une densité et à l'épaisseur voulues permet de polymériser la résine pour agglomérer les particules et stabiliser le panneau. Les presses sont mono-étage, multi-étages ou en continu. Les panneaux sont ensuite transférés à une roue de refroidissement, puis laissés un certain temps en maturation. Suivent les différentes étapes de finition, l'entreposage et l'expédition.
Lors de la fabrication de panneaux de bois, il y a des risques d'exposition au formaldéhyde qui peuvent avoir des effets sur la santé.

### Ossature bois industrielle
La production industrielle d'ossature bois est composée de quelques grosses entreprises initialement positionnées sur le segment des charpentes industrielles. L'ossature bois industrielle concerne la production de composants de structure tels que les murs, planchers et éléments de toiture préfabriqués. 
Les équipements et la finition de ces composants réalisés en usine peuvent être très variables (de l'état brut de structure jusqu'à la mise en œuvre de l'isolation thermique, des menuiseries et des fermetures, des vêtures intérieures et extérieures et enfin de l'équipement électrique). Très peu d'entreprises proposent un tel niveau d'équipements et de finitions, d'autant que le fabricant doit présenter l'Agrément Technique Européen (ATE) dans ce cas[Où ?].

### Ameublement industriel
La production industrielle d'ameublement est composée de quelques grosses entreprises et de beaucoup de petits sous-traitants.